# شلمنصر الثاني
شلمنصر الثاني هو ملك ال93 لآشور من القرن 10 ق م، حسب قائمة ملوك آشور ذكرت أنه حكم لمدة 12 سنة، من سنة 1031 إلى سنة 1019 ق م. خلف الحكم من والده آشور ناصربال الأول، في عصره بدأت تضعف آشور وتمكن الآراميون و الأورارتو من الإستيلاء على مناطق كانت تحت السيطرة الآشورية في عهده. خلفه في الحكم إبنه آشور نيراري الرابع وثم شقيقه آشور رابي الثاني.